# Машбиц-Веров, Иосиф Маркович
Ио́сиф Ма́ркович Ма́шбиц-Ве́ров (1900—1989) — советский литературовед и литературный критик, доктор филологических наук.

## Биография
Окончил коммерческое училище в Екатеринославе (1918), в 1925 ВЛХИ, в 1929 аспирантуру Института литературы и языка РАНИОН. В 1929—1931 работал в Саратовском университете, в 1931—1934 в Учебно-методическом совете Наркомпроса и одновременно преподавал в Редакционно-издательском институте (РИИН) и МОПИ. С 1934 профессор Куйбышевского пединститута.
29 апреля 1938 арестован по обвинению в контрреволюционной деятельности. 11 июня 1940 Особым совещанием при НКВД СССР приговорён к 8 годам заключения в ИТЛ. 25 июля 1942 Верховным судом Коми АССР при Ухтижемлаге НКВД приговорён к высшей мере наказания, но определением судебной коллегии Верховного совета РСФСР от 08.08.1942 г. ВМН заменена на 10 лет ИТЛ и 5 лет поражения в правах.
В апреле 1955 реабилитирован Верховным судом СССР. Вернулся в Куйбышев на прежнюю работу. Член КПСС с 1959.

## Основные работы
- Лелевич Г. На литературном посту. Без места. 1925[1]
- Писатели и современность.  М.: Федерация, 1931;
- А. С. Серафимович М.: ГИХЛ,1933;
- Первый Всесоюзный съезд советских писателей. Куйбышев, 1935.
- Творчество Маяковского 1937;
- О поэтике Маяковского. Куйбышев, 1956;
- Поэмы Маяковского Куйбышев,1960; доп. изд. М., Советский писатель, 1963;
- Мастерство поэта (о Маяковском). Куйбышев, 1961
- Русский символизм и путь Александра Блока Куйбышев, 1969;
- Поэма В. В. Маяковского «Владимир Ильич Ленин»: комментарий. М.: Просвещение, 1974 (2-е изд. 1984);
- Во весь голос. О поэмах Маяковского. Куйбышев: Кн. изд-во, 1973.